# Pic de Pallas
El Pallas és una muntanya de 2.970 metres que es troba a la província d'Osca (Aragó).